# Kevin O'Callaghan
Kevin O'Callaghan (født 19. oktober 1961 i Dagenham, England) er en engelskfødt irsk tidligere fodboldspiller (venstre kant).
O'Callaghan tilbragte hele sin karriere i engelsk fodbold, hvor han blandt andet spillede fem år hos Ipswich Town og fire år hos Portsmouth. Hos Ipswich var han med til at vinde UEFA Cuppen i 1981.
For det irske landshold spillede O'Callaghan 21 kampe og scorede ét mål i perioden 1978-1987.

## Titler
UEFA Cup
- 1981 med Ipswich Town